# لوئیجی جولیانو (بازیکن فوتبال)
لوئیجی جولیانو (انگلیسی: Luigi Giuliano; ۱۶ اوت ۱۹۳۰ – دسامبر ۱۹۹۳) بازیکن فوتبال اهل ایتالیا بود.
از باشگاه‌هایی که در آن بازی کرده‌است می‌توان به باشگاه فوتبال آ.اس. رم، باشگاه فوتبال پرو ورچلی، و باشگاه فوتبال تورینو اشاره کرد.
وی همچنین در تیم ملی فوتبال ایتالیا بازی کرده‌است.